# Linky Boshoff
Delina Ann Boshoff-Mortlock, detta Linky (Queenstown, 12 novembre 1956), è un'ex tennista sudafricana.

## Carriera
In singolare ha vinto un torneo WTA, a Johannesburg nel 1977, e ha raggiunto due volte i quarti di finale negli Slam: a Wimbledon 1974 dove viene eliminata da Virginia Wade e all'Open di Francia 1977 dove si arrende in tre set a Florența Mihai.
Nel doppio ottiene risultati migliori, ha vinto dodici titoli WTA tra cui spicca l'US Open 1976 insieme a Ilana Kloss, raggiunge inoltre una finale nel doppio misto al Roland Garros 1976.
In Fed Cup ha giocato quindici match con la squadra sudafricana vincendone tredici.

## Statistiche

### Singolare

#### Vittorie (1)
| No. | Data            | Torneo                           | Superficie | Avversaria in finale | Punteggio |
| 1.  | 4 dicembre 1977 | South African Open, Johannesburg | Cemento    | Brigette Cuypers     | 6-4, 6-1  |

### Doppio

#### Vittorie (12)
| No. | Data              | Torneo                                        | Superficie  | Compagna    | Avversarie in finale                | Punteggio     |
| 1.  | 20 novembre 1973  | South African Open, Johannesburg              | Cemento     | Ilana Kloss | Chris Evert Virginia Wade           | 7–6, 2–6, 6–1 |
| 2.  | 26 aprile 1976    | Family Circle Cup, Amelia Island              | Terra verde | Ilana Kloss | Kathy Kuykendall Valerie Ziegenfuss | 6-3, 6-2      |
| 3.  | 10 maggio 1976    | British Hard Court Championships, Cardiff     | Terra rossa | Ilana Kloss | Lesley Charles Sue Mappin           | 6-3, 6-2      |
| 4.  | 17 maggio 1976    | WTA German Open, Amburgo                      | Terra rossa | Ilana Kloss | Laura duPont Wendy Turnbull         | 4-6, 7-5, 6-1 |
| 5.  | 23 maggio 1976    | Internazionali d'Italia, Roma                 | Terra rossa | Ilana Kloss | Virginia Ruzici Mariana Simionescu  | 6-2, 2-6, 7-5 |
| 6.  | 9 agosto 1976     | US Clay Court Championships, Indianapolis     | Terra verde | Ilana Kloss | Laura DuPont Wendy Turnbull         | 6–2, 6–3      |
| 7.  | 30 agosto 1976    | US Open, New York                             | Terra verde | Ilana Kloss | Ol'ga Morozova Virginia Wade        | 6-1, 6-4      |
| 8.  | 9 maggio 1977     | WTA German Open, Amburgo (2)                  | Terra rossa | Ilana Kloss | Regina Maršíková Renáta Tomanová    | 2-6, 6-4, 7-5 |
| 9.  | 8 agosto 1977     | US Clay Court Championships, Indianapolis (2) | Terra verde | Ilana Kloss | Mary Carillo Wendy Overton          | 5–7, 7–5, 6–3 |
| 10. | 15 agosto 1977    | Canada Open, Toronto                          | Cemento     | Ilana Kloss | Rosie Casals Evonne Goolagong       | 6-2, 6-3      |
| 11. | 26 settembre 1977 | Eckerd Tennis Open, Palm Harbor               | Terra rossa | Ilana Kloss | Brigette Cuypers Marise Kruger      | 6–7, 6–2, 6–2 |
| 12. | 28 novembre 1977  | South African Open, Johannesburg (2)          | Cemento     | Ilana Kloss | Brigette Cuypers Marise Kruger      | 5-7, 6-3, 6-3 |